# Michael Brady
Pour les articles homonymes, voir Brady.
Michael Brady (né le 21 mars 1987 à Laguna Beach, Californie, États-Unis) est un lanceur droitier qui a joué pour les Athletics d'Oakland dans la Ligue majeure de baseball en 2017.

## Carrière
Michael Brady est joueur d'arrêt-court pour les Golden Bears de l'université de Californie à Berkeley lorsqu'il est choisi par les Marlins de la Floride au 24e tour de sélection du repêchage amateur de 2009. 
À ses débuts professionnels dans les ligues mineures avec le club-école des Marlins dans la Gulf Coast League en 2009, où il dispute quelques matchs au deuxième et au troisième but, il subit une commotion cérébrale lorsqu'il est atteint au visage par une balle rapide lancée par un adversaire. Au printemps suivant, en 2010, il est incapable d'obtenir un poste comme joueur de champ intérieur et les Marlins lui suggèrent d'essayer le poste de receveur, ce qu'il fait pour un mois, réalisant dès le premier jour qu'il n'est pas taillé pour ce rôle. Âgé de 23 ans et contemplant la retraite sportive, Brady, qui avait été lanceur à l'école secondaire, demande un essai, et les Marlins acquiescent. Un droitier, Brady commence à lancer en 2010 dans la New York - Penn League avec les Jammers de Jamestown, un club affilié au Marlins.
En 2014, Brady est réclamé au ballottage par les Angels de Los Angeles, qui le font alterner entre les rôles de lanceur partant et de lanceur de relève pour les Travelers de l'Arkansas au niveau Double-A des ligues mineures et les Bees de Salt Lake dans le Triple-A,. 
Le 10 décembre 2015, les Angels échangent aux Nationals de Washington Brady et Trevor Gott, un autre lanceur droitier, en retour de l'arrêt-court Yunel Escobar. Brady évolue en 2016 au niveau Double-A pour les Senators de Harrisburg.
En novembre 2016, Brady signe un contrat avec les Athletics d'Oakland et est assigné à leur club-école Triple-A à Nashville pour amorcer la saison de baseball 2017.
À 30 ans, Michael Brady fait ses débuts dans le baseball majeur comme lanceur de relève pour Oakland le 20 juin 2017 face aux Astros de Houston.